# Bodens BK

Logo des Bodens Bandyklubb

Bodens Bandyklubb, oftmals abgekürzt als Bodens BK oder BBK, ist ein Sportverein aus der schwedischen Stadt Boden. Mehrere Abteilungen und Mitglieder des 1916 gegründeten Klubs konnten überregional auf sich aufmerksam machen. BBK ist der nördlichste Verein, der je im schwedischen Profifußball aktiv war. Heimstätte ist das Stadion Björknäsvallen, das 8000 Zuschauern Platz bietet.

## Fußball
Bereits zehn Jahre nach der Gründung konnte die Fußballmannschaft von BBK in der Norrländska Mästerskapet auf sich aufmerksam machen und mehrmals den Titel gewinnen. Jedoch waren nordschwedische Mannschaften seinerzeit von der gesamtschwedischen Meisterschaft ausgeschlossen, so dass man zwar mit acht Titeln Rekordsieger des Wettbewerbs wurde, allerdings keine höherklassigen nationalen Meriten erreichbar waren. Nach Aufhebung des Verbots gehörte der Verein ab 1954 der zweithöchsten schwedischen Spielklasse an. Nur knapp schrammte die Mannschaft als Tabellendritter mit zwei Punkten Rückstand auf Lycksele IF an der Qualifikation zu den Aufstiegsspielen zur Allsvenskan vorbei. Im folgenden Jahr wurde es noch enger, ein Punkt Rückstand auf Tabellenführer GIF Sundsvall bedeutete am Ende Rang vier. In der folgenden Spielzeit gelang es allerdings nicht, an die erfolgreichen Jahre anzuknüpfen und als Tabellenvorletzter trat der Klub den Weg zurück in die Drittklassigkeit an. Dem Verein gelang der direkte Wiederaufstieg und konnte sich im sicheren Mittelfeld platzieren. Auch im zweiten Jahr nach dem Wiederaufstieg gelang mit dem vierten Platz der Klassenerhalt, doch wiederum im dritten Jahr folgte der Absturz in Liga drei. 
1967 schaffte die Mannschaft von BBK die abermalige Rückkehr ins Unterhaus. 14 Punkte waren jedoch zu wenig, um der Liga erhalten zu bleiben. Nach zwei Jahren in der dritten Liga gelang für die Spielzeit 1971 erneut der Aufstieg. Mit nur zwei Siegen und drei Unentschieden musste man jedoch in Norrbotten anerkennen, dass das Leistungsvermögen der Mannschaft nicht ausreichend war. Nachdem die Mannschaft 1973 sogar in die Viertklassigkeit abgestürzt war, entwickelte sie sich in den folgenden Jahren zu einer Fahrstuhlmannschaft zwischen der dritten und vierten Liga.
2002 gelang BBK der Meistertitel der drittklassigen Division 2 Norrland und der Klub schaffte die Qualifikation zur Superettan. Wiederum konnte die Klasse nur drei Jahre gehalten werden, ehe der Klub am Ende der Spielzeit 2005 erneut in die dritte Liga zurückkehrte. 2008 stieg BBK als Tabellenletzter aus der drittklassigen Division 1 Norra ab.

## Eishockey
1956 schaffte auch die Eishockeymannschaft den Aufstieg in die zweithöchste Spielklasse Schwedens. Bis 1976 spielte die Mannschaft unter dem Namen BBK in dieser Liga. Anschließend wurde mit der Eishockeyabteilung von Svartbjörnsbyns IF eine Spielgemeinschaft gegründet, die unter dem Namen BBK/Björns antrat. Die Gemeinschaft brach 1980 auseinander und man trat wieder selbständig an. Ende 1986 trennte sich die Abteilung vom Hauptverein und firmierte als Bodens IK. 2005 musste der Verein Konkurs anmelden.

## Bekannte Personen
Der Skilangläufer Sven Utterström war Mitglied des Vereins. Er wurde bei den Nordischen Skiweltmeisterschaften 1930 Weltmeister und gewann bei den Olympischen Spielen 1932 eine Goldmedaille.